# فرودگاه صحرایی پللیو
 فرودگاه صحرایی پللیو (به انگلیسی: Peleliu Airfield) یک فرودگاه همگانی است که یک باند فرود شن دارد و طول باند آن ۱۸۲۸ متر است. این فرودگاه در کشور پالائو قرار دارد و در ارتفاع ۳ متری از سطح دریا واقع شده است.

## شرکت‌های هواپیمایی و مقصدهای پروازی

### مسافری
| شرکت‌های هواپیمایی        | مقصدهای پروازی |
| ------------------------ | -------------- |
| Belau Air                | تک‌بانده انگاور |
| Pacific Mission Aviation | رومن ت‌متچول    |